# Arrabà

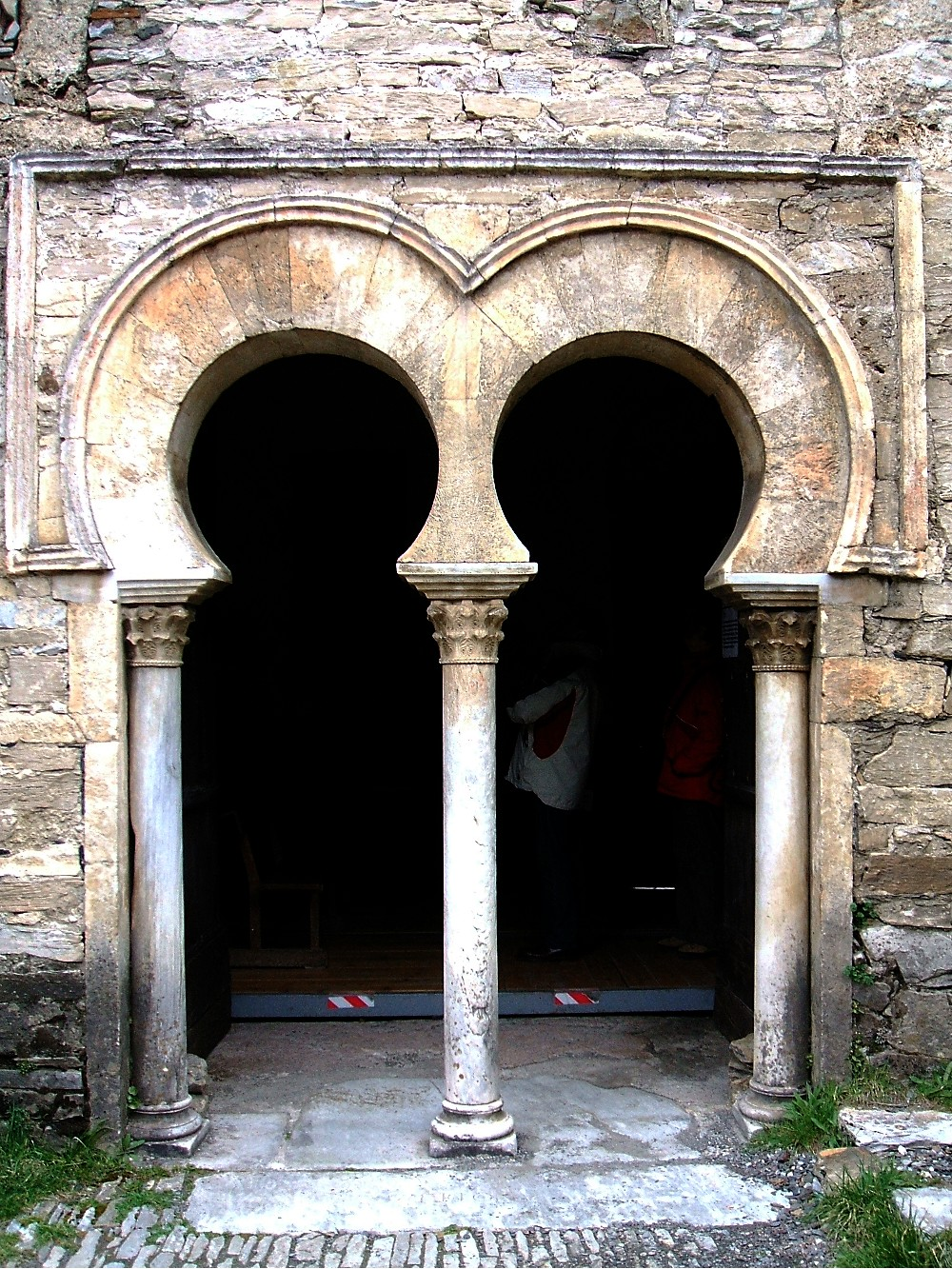
Arrabà abraçant dos arcs mossàrabs a Santiago de Peñalba (Ponferrada, Lleó)

Un arrabà és una motllura ornamental, generalment de forma rectangular, que emmarca els arcs de les portes i de les finestres. El seu ús és general en l'arquitectura musulmana, especialment en l'art islàmic de la península Ibèrica, que va influir, així, en l'art mossàrab i cristià.
Hi ha dos tipus d'arrabà:
- A: el que neix des de les impostes de l'arc.
- B: el que neix directament del terra.

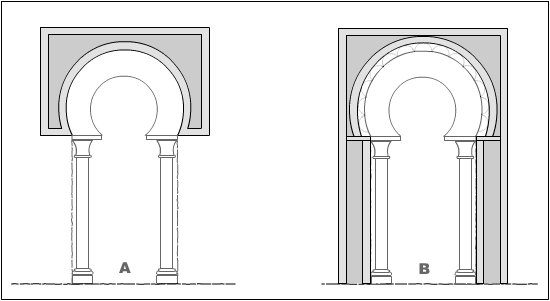
Tipus d'arrabà